# Campeonato Mundial de Piragüismo en Maratón de 2009
El XVII Campeonato Mundial de Piragüismo en Maratón se celebró en Vila Nova de Gaia (Portugal) entre el 24 y el 20 de septiembre de 2009 bajo la organización de la Federación Internacional de Piragüismo (ICF).

## Resultados

### Masculino
| Evento | Oro                                                            | Plata                                                  | Bronce                                                     |
| ------ | -------------------------------------------------------------- | ------------------------------------------------------ | ---------------------------------------------------------- |
| C1     | Edvin Csabai · Hungría · 1:58:33,040                           | Manuel Antonio Campos · España · 1:58:36,970           | Franz Michael · Alemania · 1:58:40,030                     |
| C2     | Edvin Csabai · Peter Nagy · Hungría · 1:52:21,030              | David Mascato · Ángel Rivademar · España · 1:54:53,950 | Stephane Hascoet · Mathieu Beugnet · Hungría · 1:55:02,580 |
| K1     | Manuel Busto Fernández · España · 2:08:21,630                  | Benjamin Brown Reino Unido 2:08:28,510                 | José Ramalho Portugal 2:08:31,790                          |
| K2     | Emilio Merchán · Álvaro Fernández Fiuza · España · 1:58:22,690 | Shaun Rubenstein Anthony Stott Sudáfrica 1:58:24,110   | Jakub Adam · Petr Jambor · República Checa · 1:58:29,350   |

### Femenino
| Evento | Oro                                                      | Plata                                                 | Bronce                                         |
| ------ | -------------------------------------------------------- | ----------------------------------------------------- | ---------------------------------------------- |
| K1     | Beatriz Gomes Portugal 1:58:41,130                       | Renata Csay · Hungría · 1:58:42,550                   | Lani Belcher Reino Unido 1:58:42,710           |
| K2     | Anne Lolk Thomsen Henriette Hansen Dinamarca 1:51:03,500 | Renáta Csay · Berenike Faldum · Hungría · 1:51:04,030 | Beatriz Gomes Joana Sousa Portugal 1:52:06,370 |

## Medallero
| Núm. | País            | Oro | Plata | Bronce | Total |
| ---- | --------------- | --- | ----- | ------ | ----- |
| 1    | España          | 2   | 2     | 0      | 4     |
| 1    | Hungría         | 2   | 2     | 0      | 4     |
| 3    | Portugal        | 1   | 0     | 2      | 3     |
| 4    | Dinamarca       | 1   | 0     | 0      | 1     |
| 5    | Reino Unido     | 0   | 1     | 1      | 2     |
| 6    | Sudáfrica       | 0   | 1     | 0      | 1     |
| 7    | Alemania        | 0   | 0     | 1      | 1     |
| 7    | República Checa | 0   | 0     | 1      | 1     |
| 7    | Francia         | 0   | 0     | 1      | 1     |
|      | TOTAL           | 6   | 6     | 6      | 18    |